# NBA Live 14
NBA Live 14 est un jeu vidéo de sport développé par EA Games, et publié par Electronic Arts.

## Accueil
- IGN : 4,3/10[1]
- Jeuxvideo.com : 9/20[1]